# Polartag

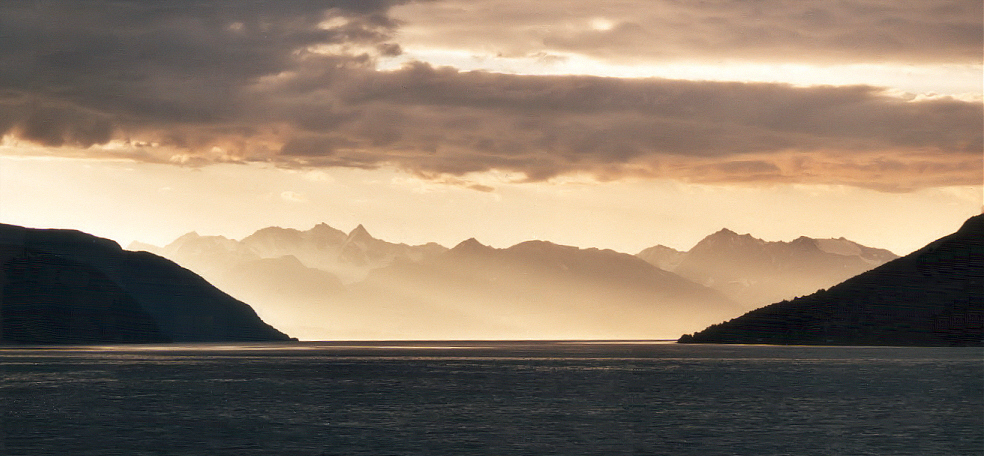
Polartag nahe Skibotn

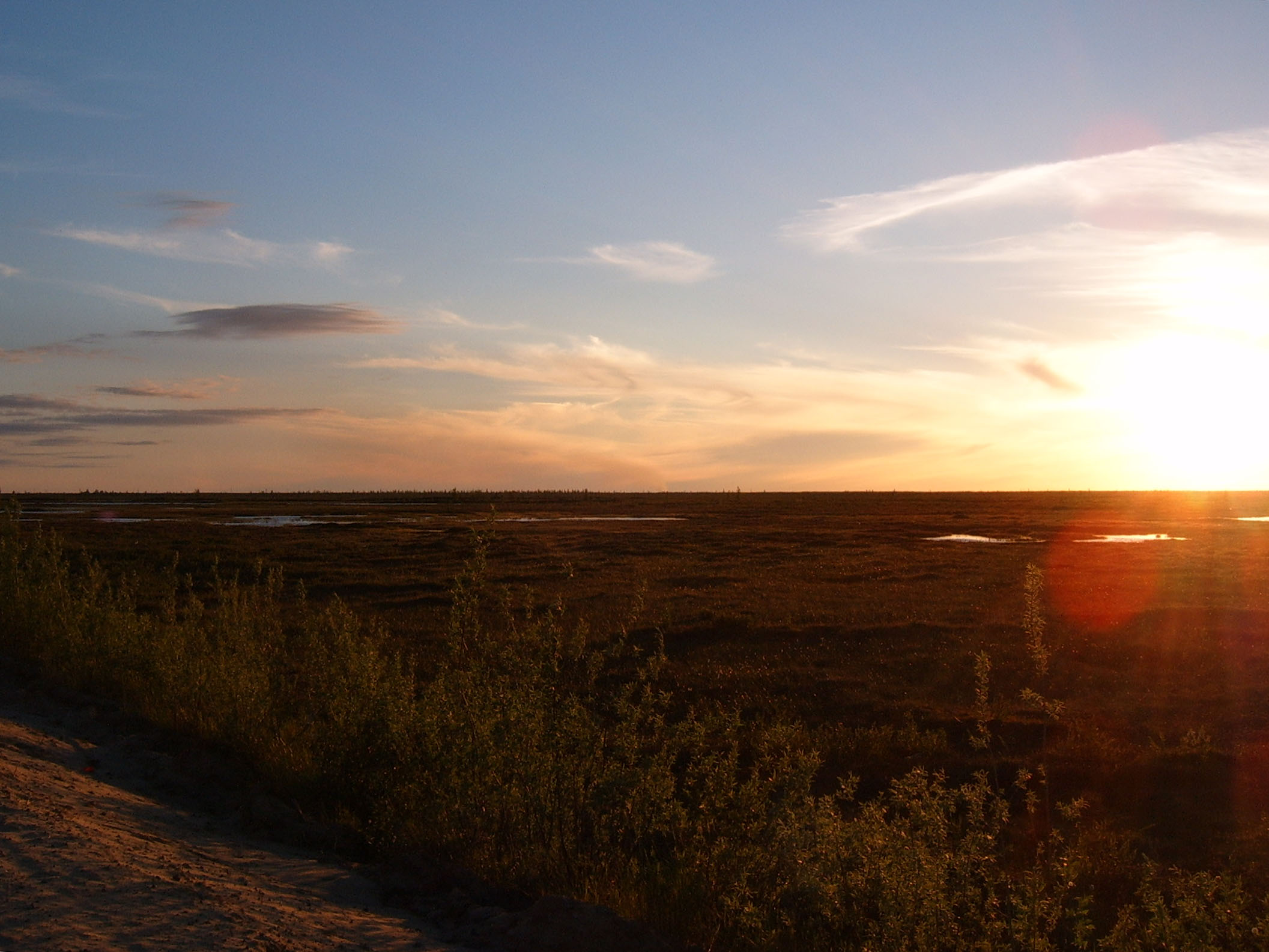
Polartag nahe Jamburg

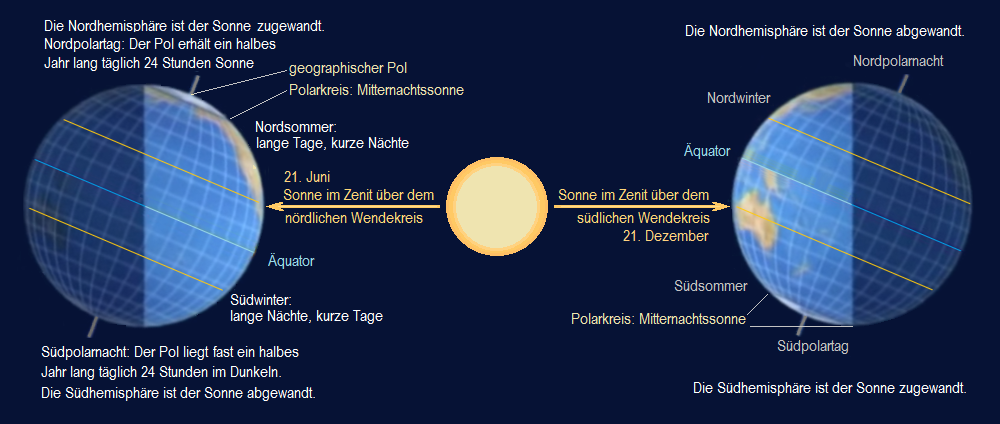
Polarnacht und Polartag

Der Polartag ist in den Polargebieten ein Zeitraum um die Sonnenwenden, in der nördlichen Polarregion um die Sommersonnenwende im Juni. Während mindestens eines Tages sinkt die Mitternachtssonne nicht unter den Horizont. Es ist also den ganzen Tag hell, abgesehen von einer kleinen Mitternachtsdämmerung in den Randzonen der Polargebiete. Die Polarnacht ist das Gegenteil des Polartages.
Am geografischen Nordpol und Südpol dauern Polartage ein halbes Jahr, an den Polarkreisen ist es genau ein Tag, an dem die Sonne nicht untergeht. Wegen der astronomischen Refraktion ist er auch noch knapp außerhalb der Polargebiete zu erleben.
An den Polen kreist die Sonne während 24 Stunden auf nahezu gleichbleibender Höhe, am Tag der Sommersonnenwende etwa 23,5° über dem Horizont. Während der folgenden drei Monate bewegt sie sich in einer Schraubenlinie langsam abwärts zum Horizont. Die Sonne geht jeweils einmal im Jahr auf und unter, nämlich dann, wenn ihre scheinbare Bahn die Äquatorebene der Erde schneidet, also zur Zeit der Tagundnachtgleichen. In dieser Übergangszeit ist die Sonne beim Aufgang oder Untergang nur teilweise zu sehen, während sie am Horizont entlang wandert. Wenn sie nur wenig unter dem Horizont steht, ist Dämmerung, diese dauert mehrere Wochen.